# Kristos Andrews

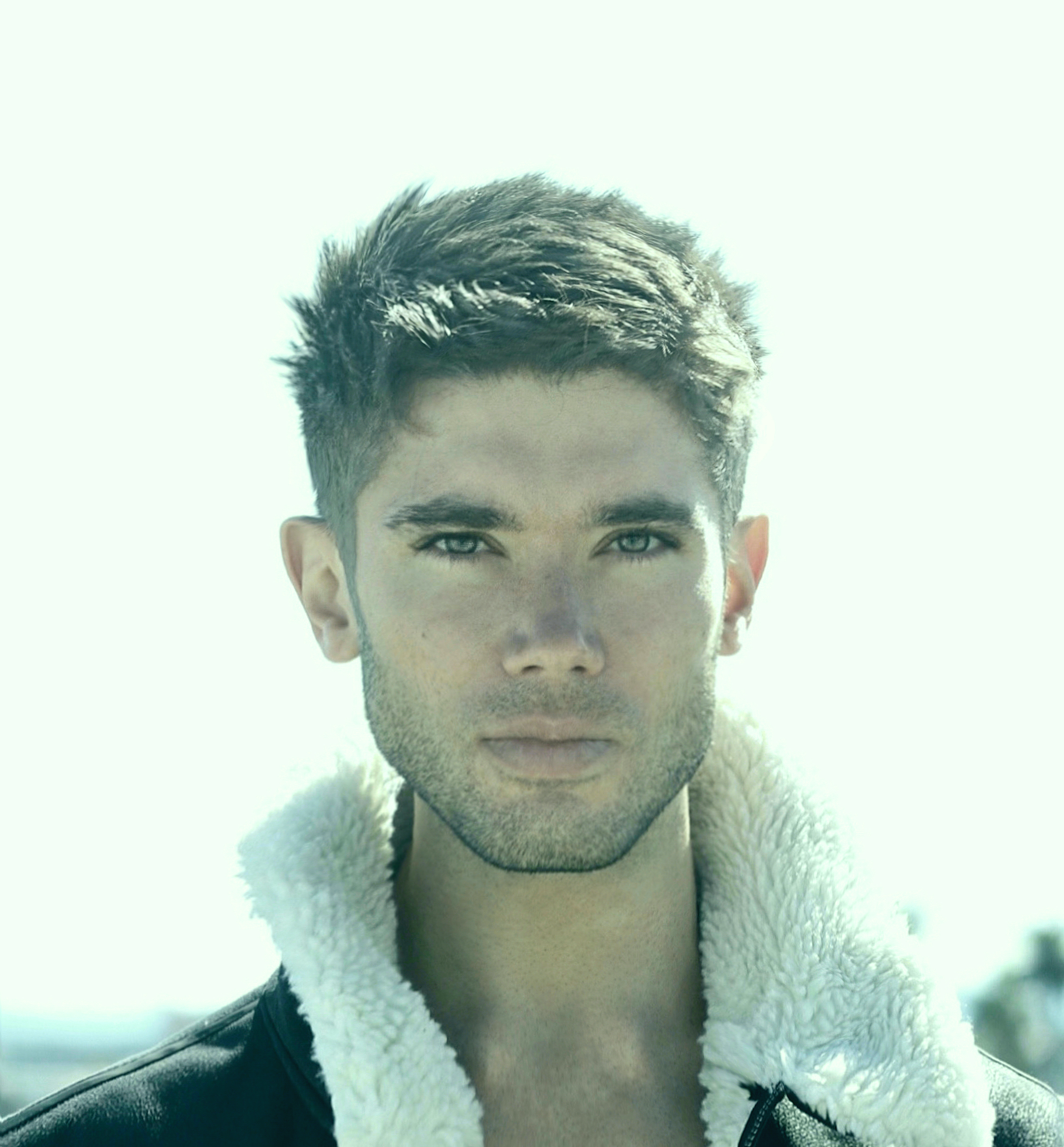
Kristos Andrews (2021)

Kristos Andrews-Drum (* 25. August 1990 in Los Angeles, Los Angeles County, Kalifornien) ist ein britisch-US-amerikanischer Schauspieler, Filmproduzent, Filmregisseur und Skateboarder.

## Leben
Andrews wurde am 25. August 1990 in Los Angeles als Sohn von Catherine Andrews und Gary Drum geboren. Er hat zwei Schwestern. Er ist britischer, spanischer und französischer Herkunft und ein direkter Nachfahre von Marilyn Monroe. Über seine Mutter ist er mit der Familie Andrews, den Eigentümern des Labels Ridge Farm Studios verwandt. Er wuchs abwechselnd in Surrey, im Süden Englands, und in seiner Geburtsstadt Los Angeles auf. Während seiner Zeit an der High School gründete er sowohl an der Santa Monica High und an der Palisades Charter High jeweils ein Skateboardteam und führte sie zu den südkalifornischen Staatsmeisterschaften. 2008 nahm er am Maloof Money Cup teil.
Ab Mitte der 2000er Jahre folgten erste Rollenbesetzungen in verschiedenen Fernsehserien wie Sportlets, iCarly oder Super Sportlets. Ab 2010 bis einschließlich 2022 stellte er in insgesamt 122 Episoden der Fernsehserie The Bay die Rolle des Pete Garrett dar. Zusätzlich fungierte er im selben Zeitraum für 124 Episoden als Produzent und führte in 17 Episoden Regie. Von 2016 bis 2017 war er in der Serie This Just In als Tyler zu sehen und fungierte außerdem als Produzent. Die Rolle des Pete Garrett wiederholte er 2020 in der Serie yA, für die er erneut als Produzent und Regisseur fungierte. Von 2020 bis 2021 spielte er die Rolle des Raleigh Vega in der Fernsehserie FraXtur. 2022 stellte er die Rolle des Gregory „Greg“ Black im Science-Fiction-Film Battle for Pandora dar.

## Auszeichnungen (Auswahl)
- 2015: Daytime Emmy Award: Als Teil des Ensembles der Fernsehserie The Bay[3]
- 2016: Daytime Emmy Award: Als Teil des Ensembles der Fernsehserie The Bay[4]
- 2017: Daytime Emmy Award: Als Teil des Ensembles der Fernsehserie The Bay
- 2018: Daytime Emmy Award: Für seine Rolle des Pete Garrett in der Fernsehserie The Bay
- 2020: Daytime Emmy Award: Als Teil des Ensembles der Fernsehserie The Bay
- 2021: Daytime Emmy Award: Für seine Rolle des Pete Garrett in der Fernsehserie The Bay

## Filmografie (Auswahl)

### Schauspiel
- 2007: Sportlets (Fernsehserie, 2 Episoden)
- 2008: iCarly (Fernsehserie, Episode 1x24)
- 2010: Super Sportlets (Fernsehserie, 4 Episoden)
- 2010–2022: The Bay (Fernsehserie, 122 Episoden)
- 2011: ACME Hollywood Dream Role (Fernsehserie)
- 2012: F16 (Kurzfilm)
- 2012: Triangle
- 2015: The Southside
- 2016–2017: This Just In (Fernsehserie, 22 Episoden)
- 2018: The Agency (Fernsehserie)
- 2019: Class Act (Miniserie, 3 Episoden)
- 2019: A Place Called Hollywood (Miniserie, 6 Episoden)
- 2019: The Last Whistle
- 2019: 2nd Chance for Christmas (Fernsehfilm)
- 2019–2020: yA (Fernsehserie, 8 Episoden)
- 2020–2021: FraXtur (Fernsehserie, 8 Episoden)
- 2021: The Killer in My Backyard (Fernsehfilm)
- 2021: Killing Field (Survive the Game)
- 2021: The Magic
- 2022: Murder, Anyone?
- 2022: Battle for Pandora

### Produktion
- 2008: Jack Rio
- 2010: Lights Out
- 2010–2022: The Bay (Fernsehserie, 124 Episoden)
- 2016–2017: This Just In (Fernsehserie, 18 Episoden)
- 2017: The Intruders
- 2018: The Agency (Fernsehserie)
- 2019: A Place Called Hollywood (Miniserie, 6 Episoden)
- 2020: yA (Fernsehserie, 10 Episoden)
- 2020: The Bay: Covid 19 Special Fundraiser American Red Cross (Fernsehspecial)

### Regie
- 2014–2020: The Bay (Fernsehserie, 17 Episoden)
- 2020: yA (Fernsehserie, 9 Episoden)

## Tivia
- 2009 erhielt er einen Eintrag in das Guinness-Buch der Rekorde für die meisten Kickflips in weniger als einer Minute (23 Stück) und das längste stationäre Nose Manual (327,5 Sekunden).[1]
- Er ist bisher die einzige Person in der Geschichte, die mindestens einen Emmy in den Kategorien Schauspiel, Produktion und Regie erhielt.[1]
- Er hält den Allzeitrekord für die meisten Emmy-Gewinne im Alter von 30 Jahren mit insgesamt elf 11 Emmy-Gewinnen.[1]